# MGP Nordic 2009
El MGP Nordic 2009 fue celebrado el 28 de noviembre de 2009 en Estocolmo, Suecia. En esta edición participaron Dinamarca, Suecia, Noruega y Finlandia. Cada país envió dos canciones, las cuales participaron en una primera ronda final, donde luego fueron escogidas cuatro (una por cada país pariticipante) para participar en una segunda ronda o súperfinal y así elegir al ganador.

## Final
Cada país escandinavo es representado por dos canciones. La canción que obtenga más votos (una por cada país participante) pasará a una Súperfinal.
| No | País      | Idioma  | Artista(s)           | Canción                   | Traducción               | Resultado   |
| -- | --------- | ------- | -------------------- | ------------------------- | ------------------------ | ----------- |
| 01 | Noruega   | Noruego | Mystery              | Rock e sunt               | El rock es bueno         | Eliminada   |
| 02 | Finlandia | Sueco   | Amanda               | Jag vill leva             | Quiero vivir             | Clasificada |
| 03 | Dinamarca | Danés   | PelleB               | Kun min                   | Sólo yo                  | Clasificada |
| 04 | Noruega   | Noruego | Jørgen Dahl Moe      | Din egen vei              | Tu propio camino         | Clasificada |
| 05 | Finlandia | Sueco   | The Black White Boys | Kommer du ihåg mig?       | ¿Me recuerdas?           | Eliminada   |
| 06 | Suecia    | Sueco   | Ulrik Munther        | En vanlig dag             | Un día normal            | Clasificada |
| 07 | Dinamarca | Danés   | Engledrys            | Familien - Min bedste ven | Familia - Mi mejor amiga | Eliminada   |
| 08 | Suecia    | Sueco   | Rebecca Jansson      | Skaffa en annan tjej      | Consíguete otra chica    | Eliminada   |

## Súperfinal
Las canciones clasificadas volvían a la competencia en la cual el público votaba nuevamente. en función del lugar en que queda cada país producto del televoto, recibiendo el 1° lugar 12 puntos, el 2º lugar 8 puntos y el 3º lugar 6 puntos. Suecia ganó el festival con 36 puntos.
| No | País      | Idioma  | Artista(s)      | Canción         | Posición | Pts |
| -- | --------- | ------- | --------------- | --------------- | -------- | --- |
| 01 | Finlandia | Sueco   | Amanda Sjöholm  | "Jag vill leva" | 4        | 20  |
| 02 | Dinamarca | Danés   | PelleB          | "Kun min"       | 2        | 28  |
| 03 | Noruega   | Noruego | Jørgen Dahl Moe | "Din egen vei"  | 3        | 20  |
| 04 | Suecia    | Sueco   | Ulrik Munther   | "En vanlig dag" | 1        | 36  |

## Tabla de puntuación
| Participantes | Finlandia | 20 | 6  | 6  |    | 8  |
| Participantes | Dinamarca | 28 |    | 8  | 8  | 12 |
| Participantes | Noruega   | 20 | 8  |    | 6  | 6  |
| Participantes | Suecia    | 32 | 12 | 12 | 12 |    |

| Predecesor: Århus 2008 | Melodi Grand Prix Nordic 2009 | Sucesor: Última edición |

- Datos: Q2515412